# امرأة ورجل (مسلسل)
امرأة ورجل هو مسلسل تلفزيوني عراقي عرض في عام 1995.

## الممثلون
- زهرة الربيعي
- كنعان وصفي
- مناف طالب
- سوسن شكري
- مازن محمد مصطفى
- سوران علي شريف
- أنعام الربيعي
- مقداد عبد الرضا
- عادل عثمان
- طه علوان
- نزار السامرائي
- كريم محسن
- إيناس طالب
- تمارا محمود
- الآء شاكر